# Rayman (postać)
Rayman – tytułowy bohater serii gier komputerowych Rayman. Ta fikcyjna postać została stworzona przez firmę Ubisoft, a dokładniej przez Michela Ancela.
Zawsze zbudowany jest z tych samych członów. Są to: głowa, dłonie, stopy (biało-żółte buty), fioletowy tułów z białym okręgiem z przodu oraz czerwona chusta (później kaptur).